# Europavej E39
E39 er en 1.330 km lang nord-sydgående europavej, der starter i Trondheim i Norge og slutter i Aalborg i Danmark. Der er færgeforbindelse mellem Kristiansand og Hirtshals og otte yderligere færgeforbindelser i Norge.
E39's rute er som følger:
Trondheim – Orkanger – Vinjeøra – Halsa ..(færge).. Kanestrøm – KRIFAST – Batnfjordsøra – Molde ..(færge).. Vestnes – Sjøholt – Spjelkavik (Ålesund) – Solavågen ..(færge).. Festøya – Ørsta – Volda ..(færge).. Folkestad – Nordfjordeid – Anda ..(færge).. Lote – Sandane – Førde – Lavik ..(færge).. Oppedal – Instefjord – Knarvik – Bergen – Os – Halhjem ..(færge).. Sandvikvåg – Stord – Leirvik – Sveio – Aksdal – Bokn – Arsvågen ..(færge).. Mortavika – Rennesøy – Randaberg – Stavanger – Sandnes – Helleland – Flekkefjord – Lyngdal – Mandal – Kristiansand ..(færge).. Hirtshals – Hjørring – Brønderslev – Motorvejskryds Vendsyssel. 
I Trondheim er der forbindelser til E6 og E14. I Ålesund er der forbindelse til E136, i Bergen til E16, mens man i Haugesund kan opnå forbindelse til E134. Endelig er der i Kristiansand forbindelse til E18 og i Aalborg til E45. 

## E39 i Danmark
I Danmark er E39 motorvej fra syd for Hirtshals til nord for Aalborg. Den har også navnet Hirtshalsmotorvejen.

### Historie
| Etaper      | Etaper                    | Etaper      | Etaper    | Etaper   | Etaper    | Etaper                                         |
| Fra         | Frakørsel                 | Til         | Frakørsel | Vejbaner | Åbningsår | Bemærkninger                                   |
| ----------- | ------------------------- | ----------- | --------- | -------- | --------- | ---------------------------------------------- |
| Bjergby     | 2                         | Ilbro       | 4         | 4        | 1996      |                                                |
| Nørresundby | Motorvejskryds Vendsyssel | Brønderslev | 7         | 4        | 2001      | Motorvejskryds Vendsyssel bliver færdigbygget. |
| Brønderslev | 7                         | Ilbro       | 4         | 4        | 2002      |                                                |
| Bjergby     | 2                         | Horne       |           | 4        | 2004      |                                                |

## Ruteforløb
- E39's ruteforløb i Danmark.
- E39's ruteforløb i Norge.